# Ibn Zafar al-Siqilli
Hujjat al-Din Abu Abdallah Muhammad ibn Abi Muhammad ibn Muhammad ibn Zafar al-Siqilli ibn Muḥammad ibn Ẓafar al-Siqillī (en arabe : احجة الدين أبو عبد الله محمد بن أبي محمد بن محمد بن ظفر الصقلي), communément appelé Ibn Zafar al-Siqilli, était un philosophe, scientifique arabo-sicilien du XIIe siècle. Souvent surnommé en Occident le précurseur arabe de Nicolas Machiavel.

## Biographie
Son gentilé « Al-Siqillī » indique qu'il est né en Sicile et son patronyme « Al-Makkī » suggère que ses origines familiales se trouvaient probablement du côté de La Mecque, où il aurait été élevé et éduqué. La chronologie précise de ses voyages est incertaine, Il a probablement passé sa jeunesse en Égypte Fatimide et à Mahdia en Tunisie, mais y est parti en 1148 quand cette dernière tomba aux mains des Normands de Sicile.
Après avoir passé une grande partie de sa vie de nouveau en Sicile, Ibn Zafar se rend d'abord en Égypte, puis à Alep en 1146, où il enseigne à la Madrasa Ibn Abi Asrun sous le patronage de Safi al-Din. En 1154, il retourna en Sicile sous le patronage d'Abu'l-Qasim ibn Hammud ibn al-Hajar, un noble arabe sicilien. En raison des troubles civils de l'île, Ibn Zafar préfère quitter la Sicile pour se réfugier à Hamat, en Syrie, où il est mort dans la pauvreté en 1170.

## Œuvre littéraire
Ibn Zafar a écrit environ 32 livres, dont notamment :
Le Sulwan d'Ibn Zafar :
Sulwān al-Muṭā fī Udwān al-Atbā (en arabe : سلوان المطاع في عدوان الأتباع, ou 'La consolation pour le souverain pendant l'hostilité de ses sujets') est son œuvre la plus connue. Ce livre est un "miroir pour les princes" se voulant un manuel pour les princes et les califes offrant des conseils sur la bonne utilisation du pouvoir, la bonne gouvernance et la conduite du commerce. Ibn Zafar a dédié la première version de son Sulwan à un roi inconnu - sans doute pour le souverain de Damas - et la deuxième édition au commandant arabe de Sicile Abu'l-Qasim ibn Hammud ibn al-Hajar.

## Postérité
Le géographe Yaqut al-Hamawi a qualifié Ibn Zafar Al Siqilli de « philologue raffiné ». Shams al-Din al-Dhahabi et Ibn Khallikan ont loué son érudition et sa pensée,. 
En 1851, l'historien italien Michele Amari traduit en italien le Sulwan avec dans son introduction une biographie d'Ibn Zafar et de l'histoire de son manuscrit. Par la suite, en 1852 Richard Bentley traduit de même le livre en anglais.
Au début du XXe siècle, le philosophe sicilien et politologue, Gaetano Mosca écrit de nombreux ouvrages et articles où il étudie les parallèles frappants entre le traité d'Ibn Ẓafar et celui de Machiavel,.

### Biographies
- Richard Hrair Dekmejian and Adel Fathy Thabit : Machiavelli's Arab Precursor: Ibn Zafar al-Siquilli; British Journal of Middle Eastern Studies (2000), 27, 125-137.
- Carl Brockelmann,Geschichte der arabischen Literatur, Vol. 1. Weimar 1898.
- Rachel Arié, Miniatures hispano-musulmanes, Leyden (E. J. Brill) 1969.
- Umberto Rizzitano, Ibn Ẓafar, Abū ‘Abd Allāh in Encyclopaedia of Islam, Vol. IV, p. 970.
- Emeri J. van Donzel, Islamic Desk References